# مسجد سنهري القلعة الحمراء
مسجد سنهري القلعة الحمراء أو المسجد الذهبي، هو مسجد في دلهي القديمة عاصمة الهند، يقع المسجد خارج الزاوية الجنوبية الغربية من دلهي، عند بوابة القلعة الحمراء مقابل سوبهاش بارك نيتاجي .

## التاريخ
تم بناء مسجد سنهري القلعة الحمراء بين عام 1747 وعام 1751، وبأمر من قدسية بيجوم أحد نواب بهادور جاويد خان، وأحد النبلاء في عهد الإمبراطور أحمد شاه بهادور، كانت قدسية بيجوم والدة الإمبراطور أحمد شاه بهادور، وكان جاويد خان المشرف على الحريم وكان في خدمة كبيرة مع البيجوم وبالتالي كان مؤثرا عليها، وقد اغتيل لاحقا، يتكون المسجد حجر السلمون ذو الضوء الملون والذي لا يستخدم عادة لبناء المساجد، والذي يعطي المبنى مظهر فريد ورائع .
نواب أحمد بخش خان قام بإصلاح المسجد لاستفادة الحي منه، ولم يمض وقت طويل بعد تجديده حتى هوجم من قبل فيل غاضب، وكان ذلك بينما كان نواب أحمد بخش خان خارجا مع ابنه وقتل جواده في الهجوم، ونجى نواب وابنه من الموت بسبب لجوئهما داخل المسجد.

## العمارة
يعلو المسجد ثلاث من القباب والتي كانت في الأصل مصنوعة من النحاس المذهب ومن هنا اخذت اسمها، المسجد يحتوي على قاعة الصلاة الرئيسية واثنتين من المآذن، القوس المركزي للمسجد يحمل نقشا حول باني المسجد وتاريخ بنائه، وفي عام 1852 قام بهادور شاه الثاني بإصلاح المسجد واستبدال لوحات النحاس من القباب بالحجر الرملي .